# آسیا/تهران
آسیا/تهران یک منطقه زمانی که توسط برگ منطقه (zone tab) تعیین شده و محدوده جغرافیایی ایران را دربر می‌گیرد.
```
IR

+3540+05126

Asia/Tehran

```

منطقه جغرافیایی این زمان، شهر تهران می‌باشد.
نسبت به ساعت جهانی گریمویچ +۳٫۵ ساعت است.